# 玄兴站
玄興站（韓語：현흥역）是位于朝鮮民主主義人民共和國咸镜南道高原郡的一個鐵路車站，属于平罗线。

## 邻近车站
平罗线
高原站 - 玄興站 - 金野站